# Rio Caiena
Caiena (em francês: Cayenne) é um rio da Guiana Francesa. Com 50 quilômetros de comprimento, é formado pela confluência do rio Cascades e do rio Tonnégrande, desaguando no Oceano Atlântico, junto à cidade de Caiena, formando um grande estuário de cerca de dois quilômetros.